# Stiftung Klimawald
Die Stiftung Klimawald ist eine rechtsfähige, gemeinnützige Stiftung bürgerlichen Rechts. Sie wurde am 6. September 2010 vom Innenministerium des Landes Schleswig-Holstein anerkannt. Die Stiftung Klimawald hat ihren Sitz in Aukrug (Schleswig-Holstein). Sie ist national tätig.

## Aufgaben und Idee der Stiftung Klimawald
Die Stiftung schafft neue Wälder in Deutschland durch die Bepflanzung von angekauften Flächen. Die Kernidee: Neuwälder, die mit ihrem Wachstum den Klimawandel auf natürliche Weise abbremsen werden (durch die CO2-Bindung im Holz) – mit einem Konzept, welches auf die nachhaltige Nutzung für die Begünstigung klimarelevanter Aspekte ausgerichtet ist.
Neben der aktiven Neuwaldbildung gehört zum Aufgabenportfolio die Pflege und Sicherung von vorhandenen Waldflächen, die Aufklärung in Sachen Klimaschutz (insbesondere bezüglich sinnvoller Maßnahmen zur Emissionsbindung) und die Förderung von Projekten (z. B. von Schulen, Kindern, Jugendlichen und Vereinen).

## Organisationsstruktur
Die Stiftung wird von einem dreiköpfigen, ehrenamtlich tätigen Vorstand geleitet. Zweites Stiftungsorgan ist der Stiftungsrat, der aus bis zu 16 ehrenamtlich tätigen Mitgliedern besteht und die Arbeit des Vorstandes begleitet und überwacht.
Darüber hinaus besteht ein Stiftungskuratorium. Mitglieder des Kuratoriums sind die Klimawald-Botschafter. Auch sie sind ehrenamtlich tätig und tragen die Klimawaldidee in die Öffentlichkeit, werben für den Klimaschutz sowie für die ideelle und reale Unterstützung des Stiftungsgedanken. Aktuell gibt es vier Klimawald-Botschafter: Arved Fuchs, Mojib Latif, Juliane Rumpf und Tim Scherer.

## Finanzierung
Die Stiftung finanziert ihre Vorhaben zum einen aus den Zinserträgen des Stiftungsvermögens, zum anderen mit Hilfe von Spenden.

## Projekte

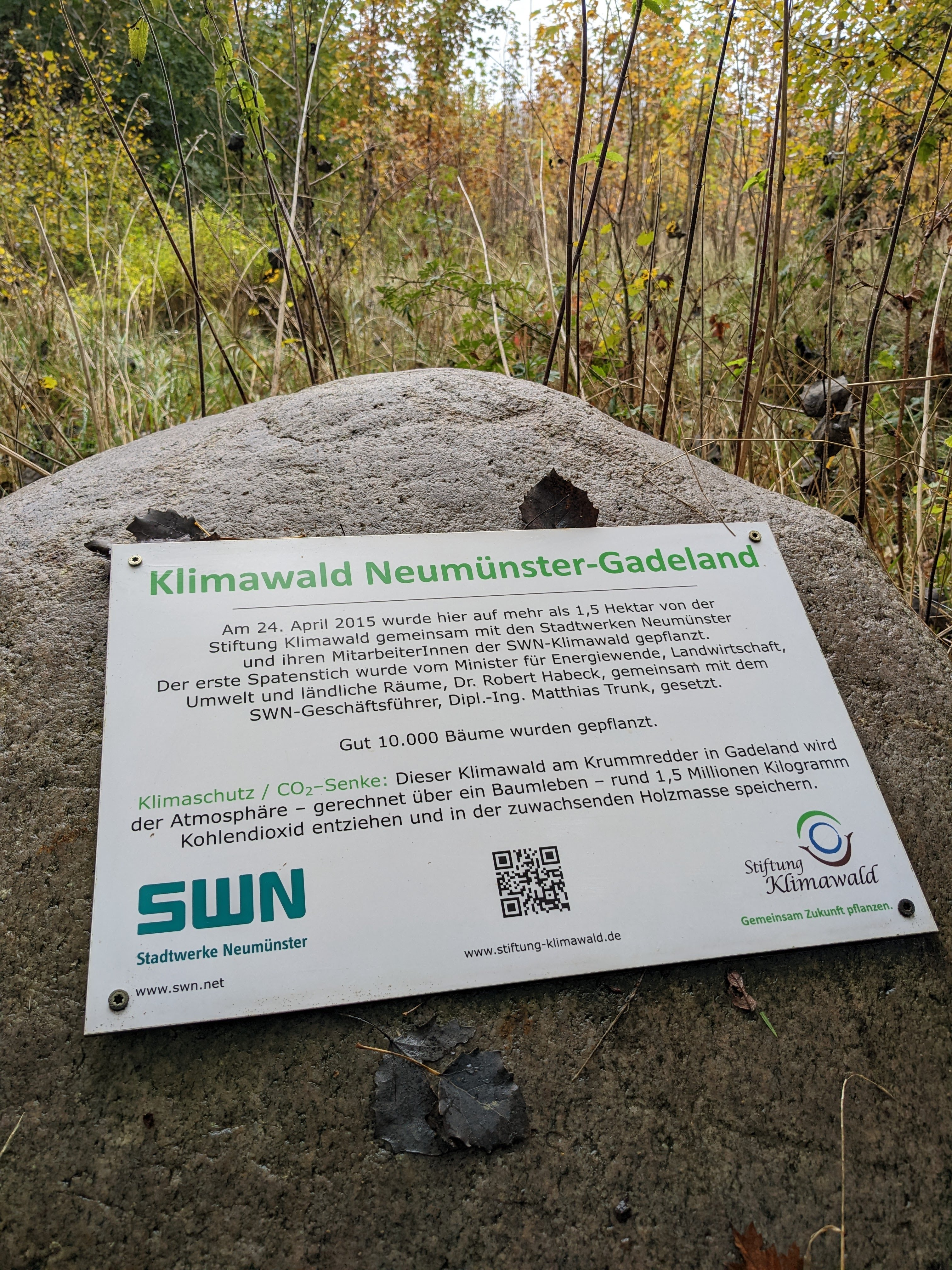
Gedenkstein zur Pflanzung des Klimawalds in Neumünster Gadeland

- Gedenkstein zur Pflanzung des Klimawalds in Neumünster GadelandPflanzungen von Klimawäldern (Stand 2022):
  - Arpsdorf
  - Mucheln-Sellin
  - Nordhastedt Schusterkoppel
  - Neumünster Gadeland
  - Nordhastedt Ellervieh
  - Ostenfeld
  - Nordhastedt Lohkoppel
  - Nordhastedt Burwisch
  - Henstedt-Ulzburg
  - Bark Bastlohkamp
  - Bark am Hundewald
  - Schwedeneck
  - Ellerbek
- Pflanzungen von Klimabäumen
- interaktives Modul Kohlenstoffbindung durch Bäume